# Wyżyna Smoleńska

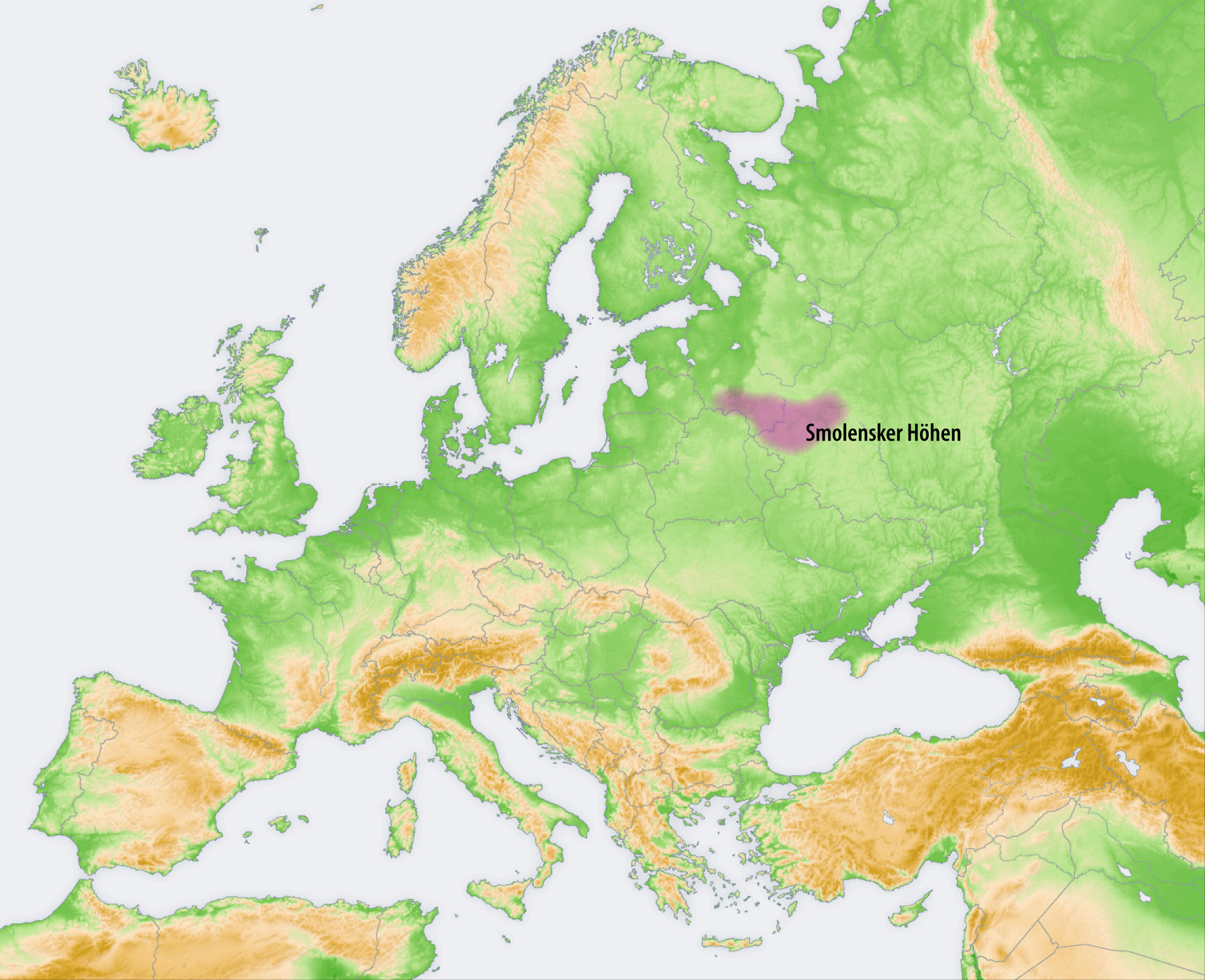
Lokalizacja

Wyżyna Smoleńska (ros. Смоленская возвышенность, Smolenskaja wozwyszennost’) – wyżyna w północnej części Niziny Wschodnioeuropejskiej. 
Wyżyna Smoleńska stanowi zachodnią część Grzędy Smoleńsko-Moskiewskiej, ograniczoną od zachodu przez górny Dniepr w okolicach Orszy na Białorusi, a na wschodzie – przez źródłowe odcinki rzek Gżat’ i Woria na wschód od Wiaźmy. Wysokość do 314 m n.p.m. (na południowy zachód od Wiaźmy). 
Wyżyna Smoleńska jest zbudowana głównie z dewońskich dolomitów i wapieni w części zachodniej, a na wschód od Smoleńska z karbońskich wapieni, glin i margli. Rzeźba przeważnie morenowa, zerodowana, na wschodzie kopulaste pagórki i wały. Pokryta lasami mieszanymi na glebach darniowych i ilastych.